# The Wildlife Garden
The Wildlife Garden er en naturhave, som ligger i det sydvestlige hjørne af den grund, som National History Museum ligger på i London. Haven har mange funktioner – et fristed af landlig ro, et naturhistorisk arbejdsrum for børn og familier og en levende udstilling. Men haven er også en kilde til vigtig, videnskabelig forskning. Flere end 80 forskere og frivillige fra museet og andre organisationer overvåger havens miljø og de mange organismer, der har gjort den til deres levested. De få ha byjord, som den fylder, må være Storbritanniens mest intensivt undersøgte byområde.
Haven er anlagt sådan, at den viser en række af de britiske biotoper som f.eks. egeskov, hede, overdrev, levende hegn, vandhul og rørsump. Stævningsdrift bliver gennemført på et mindre område, da nedskæringen af træerne skaber større biodiversitet, og fåreholdet sørger for, at græsområderne er i god form. Biotoperne rummer flere end 300 arter af hjemmehørende planter, og de er blevet overtaget med stor succes af små pattedyr, padder og fugle. Man har optalt mange insekter, og i 2002 nåede man op over 440 arter.
Forureningsgraden bliver overvåget meget nøje. Vandkvaliteten måles af videnskabsfolk fra museet, mens luftforureningen kontrolleres mere løseligt af andre offentlige myndigheder.

## Eksterne links
- The Wildlife Gardens netsted (engelsk)
- Biotoper i naturhaven (engelsk)